# Ландберг, Стефан
Стефан Олаф Рагнар Ландберг (швед. Stefan Olof Ragnar Landberg; род. 5 мая 1970, Хюльтсфред, Кальмар) — бывший шведский футболист, полузащитник известный по выступлениям за клубы «Гётеборг», «Эстер» и сборную Швеции. Участник Олимпийских игр 1992 года.

## Клубная карьера
Ландберг начал карьеру в клубе «Кальмар». В 1987 году он дебютировал за основной состав. Спустя два сезона игрок покинул команду и подписал контракт с «Эстер» в составе которого дебютировал в Алсвенскан лиге. 29 сентября 1993 года в матче Кубка УЕФА против норвежского «Конгсвингера» он забил гол. В начале 1995 года Ландберг перешёл в «Гётеборг». В своём дебютном сезоне игрок помог клубу выиграть чемпионат, а в через год повторил успех. В 2000 году Стефан принял решение о завершении карьеры.

## Международная карьера
В 1992 году в составе молодёжной сборной Швеции Ландберг принял участие в молодёжном чемпионате Европы. На турнире он сыграл в матчах против команд Шотландии и Италии.
В 1992 году в составе олимпийской сборной Швеции Ландберг принял участие в Олимпийских играх в Барселоне. На турнире он сыграл в матчах против сборных Парагвая, Марокко, Южной Кореи и Австралии.
11 ноября 1992 года в отборочном матче чемпионата мира 1994 против сборной Израиля Ландберг дебютировал за сборную Швеции. 2 июня 1993 года в поединке против сборной Израиля он забил свой первый гол за национальную команду.

### Голы за сборную Швеции
| #  | Дата        | Место                   | Противник | Результат | Счёт | Соревнование                     |
| -- | ----------- | ----------------------- | --------- | --------- | ---- | -------------------------------- |
| 1. | 2 июня 1993 | Росунда, Сольна, Швеция | Израиль   | 5:0       | 5:0  | Чемпионат мира 1994 квалификация |

## Достижения
Клубные
 «Гётеборг»
- Победитель Аллсенскан-лиги (2): 1995, 1996